# MGM-157 EFOGM

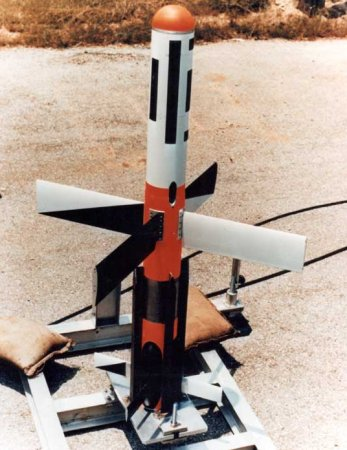
YMGM-157B.

O Raytheon MGM-157 EFOGM (Enhanced Fiber Optic Guided Missile) foi um míssil guiado por fibra ótica de longo alcance desenvolvido para o Exército dos Estados Unidos durante as décadas de 1980 e 1990 para testar o uso de fibra ótica em mísseis. O míssil era lançado verticalmente e controlado manualmente por um operador no solo por meio de uma câmera de televisão montada no nariz. Os sinais da câmera eram transmitidos por um fio fino que se desenrolava à medida que o míssil subia. A arma foi projetada principalmente para uso antitanque ou contra helicópteros a voar baixo.